# Достовалов, Сергей Анатольевич
Сергей Анатольевич Достовалов (27 мая 1971, Золотое, Курганская область — 5 июля 2008, Малгобекский район, Ингушетия) — оперуполномоченный отряда милиции специального назначения УВД по Курганской области, капитан милиции, погиб при исполнении служебных обязанностей.

## Биография
Сергей Анатольевич Достовалов родился 27 мая 1971 года в селе Золотом Золотинского сельсовета Макушинского района Курганской области, ныне село входит в Макушинский муниципальный округ той же области.
В 1989 году был призван на службу в Вооружённые Силы СССР. Срочную службу проходил в частях пограничных войск на Дальнем Востоке.
В августе 1995 года Достовалов поступил на службу в Отряд милиции особого назначения при Управлении внутренних дел по Курганской области. Первоначально служил милиционером-водителем ОМОН «Скиф» города Кургана. В 2002 году окончил школу милиции, после чего служил оперуполномоченным в ОМОНе. Кроме того, пройдя специализированное обучение, Достовалов получил специальность взрывотехника. По службе характеризовался исключительно положительно, его портрет был занесён на Доску Почёта УВД по Курганской области.
На протяжении своей карьеры в ОМОН при УВД Курганской области Достовалов девять раз командировался на Северный Кавказ, принимая активное участие в восстановлении конституционного порядка в Чеченской Республике. Неоднократно участвовал в боевых действиях против формирований чеченских сепаратистов в ходе Первой и Второй чеченских войн. Летом 2008 года Достовалов в девятый раз был направлен в командировку в зону контртеррористической операции, где вошёл в состав оперативной группы по Малгобекскому району.
5 июля 2008 года оперуполномоченный взрывотехник 2 боевого отделения отряда милиции специального назначения УВД по Курганской области капитан милиции Сергей Анатольевич Достовалов вместе с группой своих товарищей получил задачу доставить медикаменты раненым и больным пациентам госпиталя Внутренних войск МВД России в городе Владикавказе. Около 12:00 в 1 км от села Нижние Ачалуки Малгобекского района Республики Ингушетия, на его северной окраине, неустановленные лица находившиеся на автомобиле марки «ВАЗ-21110» с применением автоматического оружия и гранатомётов обстреляли бронированный автомобиль «УАЗ» в котором следовали сотрудники УВД Курганской области входящие в состав временной оперативной группы Министерства внутренних дел Российской Федерации по Малгобекскому району. В результате нападения Николай Балуев и Анатолий Варланов были ранены, а Сергей Достовалов скончался на месте. По другим данным место совершения нападения — село Средние Ачалуки. После совершенных нападений боевики, преследуемые сотрудниками спецподразделений, бросили автомобиль марки «ВАЗ—21110», на котором передвигались и начали отходить в сторону лесного массива, но были блокированы близ лесного массива, расположенного между селами Нижние Ачалуки и Сагопши. В результате ожесточенного боя, который продолжавшегося на протяжении 6 часов, были убиты боевики Илез Магомедович Боков (1976—2008), Хас-Магомед Магомедович Богатырев (1982—2008), Ахмед Адамович Вельхиев (1984—2008) и Магомед Идрисович Мержуев (1978—2008). Во время боя погибли ещё двое военнослужащих (или милиционеров), двое были ранены.
8 июля 2008 года Сергей Анатольевич Достовалов похоронен в селе Золотом Золотинского сельсовета Макушинского района Курганской области, ныне село входит в Макушинский муниципальный округ той же области.

## Награды
- Орден Мужества, 21 февраля 2009 года[7][8]
- Медаль ордена «За заслуги перед Отечеством» II степени
- Медаль «За отвагу»
- Медаль «За отличие в охране общественного порядка»
- Медаль «За боевое содружество»
- Портрет был занесён на Доску Почёта УВД по Курганской области, 2006 год

## Память
- Решением Курганской городской Думы от 22 августа 2012 года в честь Достовалова названа улица во 2-м микрорайоне Заозёрного жилого массива города Кургана[9].
- Мемориальная доска, установлена в январе 2013 года, город Курган, 2-й микрорайон, 2 — 55°27′50″ с. ш. 65°15′16″ в. д.HGЯO[10].
- Имя Достовалова увековечено на памятной доске в Управлении МВД России по Курганской области[11].
- Мемориальная доска на здании МКОУ «Золотинская основная общеобразовательная школа», Курганская область, Макушинский муниципальный округ село Золотое, ул. Центральная 7 — 55°07′21″ с. ш. 66°59′39″ в. д.HGЯO
- Кадетскому классу в школе № 24 города Кургана присвоено имя Сергея Достовалова, декабрь 2016 года[12].

## Семья
Сергей Достовалов был женат, сын Александр.